# Xylia hoffmannii
Xylia hoffmannii là một loài thực vật có hoa trong họ Đậu. Loài này được (Vatke) Drake miêu tả khoa học đầu tiên.